# تندیس زرین بهترین فیلم‌برداری جشن سینمای ایران

## فهرست برندگان بهترین فیلمبرداری
|                | فیلمبردار         | فیلم                             |
| -------------- | ----------------- | -------------------------------- |
| ۱۳۷۶ (دوره ۱)  | محمد آلادپوش      | سرزمین خورشید                    |
| ۱۳۷۶ (دوره ۱)  | اصغر رفیعی‌جم      | سلطان                            |
| ۱۳۷۶ (دوره ۱)  | حسن قلی‌زاده       | طوفان                            |
| ۱۳۷۶ (دوره ۱)  | محمود کلاری       | لیلا                             |
| ۱۳۷۶ (دوره ۱)  | حسن قلی‌زاده       | براده‌های خورشید                  |
| ۱۳۷۶ (دوره ۱)  | پرویز ملک‌زاده     | سایه به سایه                     |
| ۱۳۷۷ (دوره ۲)  | نعمت حقیقی        | جهان‌پهلوان تختی                  |
| ۱۳۷۷ (دوره ۲)  | حسین جعفریان      | بانوی اردیبهشت                   |
| ۱۳۷۷ (دوره ۲)  | همایون پایور      | نجات‌یافتگان                      |
| ۱۳۷۷ (دوره ۲)  | فرهاد صبا         | نجات‌یافتگان                      |
| ۱۳۷۷ (دوره ۲)  | مازیار پرتو       | آدم‌برفی                          |
| ۱۳۷۷ (دوره ۲)  | مهرداد فخیمی      | دیدار                            |
| ۱۳۷۸ (دوره ۳)  | محمد آلادپوش      | زشت و زیبا                       |
| ۱۳۷۸ (دوره ۳)  | عزیز ساعتی        | پسر مریم                         |
| ۱۳۷۸ (دوره ۳)  | حسن پویا          | روبان قرمز                       |
| ۱۳۷۸ (دوره ۳)  | محمود کلاری       | قرمز                             |
| ۱۳۷۸ (دوره ۳)  | بهرام بدخشانی     | هیوا                             |
| ۱۳۷۹ (دوره ۴)  | حسین جعفریان      | نسل سوخته                        |
| ۱۳۷۹ (دوره ۴)  | حسن پویا          | متولد ماه مهر                    |
| ۱۳۷۹ (دوره ۴)  | بهرام بدخشانی     | مرد بارانی                       |
| ۱۳۷۹ (دوره ۴)  | محمد آلادپوش      | مومیایی ۳                        |
| ۱۳۷۹ (دوره ۴)  | فرهاد صبا         | بید و باد                        |
| ۱۳۸۰ (دوره ۵)  | بهرام بدخشانی     | دایره                            |
| ۱۳۸۰ (دوره ۵)  | محمد داوودی       | باران                            |
| ۱۳۸۰ (دوره ۵)  | رسول احدی         | ترکش‌های صلح                      |
| ۱۳۸۰ (دوره ۵)  | اصغر رفیعی‌جم      | سگ‌کشی                            |
| ۱۳۸۰ (دوره ۵)  | عزیز ساعتی        | مسافر ری                         |
| ۱۳۸۱ (دوره ۶)  | علیرضا زرین‌دست    | سیندرلا                          |
| ۱۳۸۱ (دوره ۶)  | فرهاد صبا         | ستاره‌های سربی                    |
| ۱۳۸۱ (دوره ۶)  | فرهاد صبا         | کاغذ بی‌خط                        |
| ۱۳۸۱ (دوره ۶)  | محمد آلادپوش      | ایستگاه متروک                    |
| ۱۳۸۱ (دوره ۶)  | محمد آلادپوش      | شام آخر                          |
| ۱۳۸۲ (دوره ۷)  | جمشید الوندی      | شب‌های روشن                       |
| ۱۳۸۲ (دوره ۷)  | حمید خضوعی‌ابیانه  | اینجا چراغی روشن است             |
| ۱۳۸۲ (دوره ۷)  | فرج‌الله حیدری     | عطش                              |
| ۱۳۸۲ (دوره ۷)  | عزیز ساعتی        | کلاه‌قرمزی و سروناز               |
| ۱۳۸۲ (دوره ۷)  | علیرضا زرین‌دست    | واکنش پنجم                       |
| ۱۳۸۳ (دوره ۸)  | شهریار اسدی       | لاک‌پشت‌ها هم پرواز می‌کنند         |
| ۱۳۸۳ (دوره ۸)  | علی لقمانی        | شهر زیبا                         |
| ۱۳۸۳ (دوره ۸)  | فرشاد بشیرزاده    | عاشق مترسک                       |
| ۱۳۸۳ (دوره ۸)  | رسول احدی         | مزرعه پدری                       |
| ۱۳۸۳ (دوره ۸)  | محمد آلادپوش      | گاوخونی                          |
| ۱۳۸۴ (دوره ۹)  | محمود کلاری       | ماهی‌ها عاشق می‌شوند               |
| ۱۳۸۴ (دوره ۹)  | غلامرضا آزادی     | باغ فردوس، پنج بعد از ظهر        |
| ۱۳۸۴ (دوره ۹)  | حسین جعفریان      | جایی برای زندگی                  |
| ۱۳۸۴ (دوره ۹)  | رضا جلالی         | جزیره آهنی                       |
| ۱۳۸۴ (دوره ۹)  | حمید خضوعی‌ابیانه  | خوابگاه دختران                   |
| ۱۳۸۵ (دوره ۱۰) | علی‌محمد قاسمی     | یادداشت بر زمین                  |
| ۱۳۸۵ (دوره ۱۰) | محمود کلاری       | گرگ و میش                        |
| ۱۳۸۵ (دوره ۱۰) | بهرام بدخشانی     | تقاطع                            |
| ۱۳۸۵ (دوره ۱۰) | حسین جعفریان      | چهارشنبه‌سوری                     |
| ۱۳۸۵ (دوره ۱۰) | محمد داوودی       | زمستان است                       |
| ۱۳۸۶ (دوره ۱۱) | حمید خضوعی‌ابیانه  | پابرهنه در بهشت                  |
| ۱۳۸۶ (دوره ۱۱) | علیرضا زرین‌دست    | رییس                             |
| ۱۳۸۶ (دوره ۱۱) | بایرام فضلی       | باز هم سیب داری؟                 |
| ۱۳۸۶ (دوره ۱۱) | بهرام بدخشانی     | پاداش سکوت                       |
| ۱۳۸۶ (دوره ۱۱) | محمود کلاری       | خون‌بازی                          |
| ۱۳۸۷ (دوره ۱۲) | علیرضا زرین‌دست    | فرزند خاک                        |
| ۱۳۸۷ (دوره ۱۲) | مرتضی پورصمدی     | آتش سبز                          |
| ۱۳۸۷ (دوره ۱۲) | محمود کلاری       | خاک‌آشنا                          |
| ۱۳۸۷ (دوره ۱۲) | تورج منصوری       | دعوت                             |
| ۱۳۸۷ (دوره ۱۲) | محمود کلاری       | صد سال به این سال‌ها              |
| ۱۳۸۸ (دوره ۱۳) | جایزه‌ای اهدا نشد. | جایزه‌ای اهدا نشد.                |
| ۱۳۸۹ (دوره ۱۴) | حمید خضوعی‌ابیانه  | ملک سلیمان                       |
| ۱۳۸۹ (دوره ۱۴) | محمد آلادپوش      | پوسته                            |
| ۱۳۸۹ (دوره ۱۴) | حسین جعفریان      | درباره الی...                    |
| ۱۳۸۹ (دوره ۱۴) | امیر کریمی        | پستچی سه بار در نمی‌زند           |
| ۱۳۸۹ (دوره ۱۴) | فرشاد محمدی       | آل                               |
| ۱۳۹۰ (دوره ۱۵) | حمید خضوعی‌ابیانه  | اینجا بدون من                    |
| ۱۳۹۰ (دوره ۱۵) | تورج منصوری       | سی و سه روز                      |
| ۱۳۹۰ (دوره ۱۵) | محمد آلادپوش      | سعادت‌آباد                        |
| ۱۳۹۰ (دوره ۱۵) | فرشاد محمدی       | کوچه‌ملی                          |
| ۱۳۹۰ (دوره ۱۵) | نادر معصومی       | مرگ کسب و کار من است             |
| ۱۳۹۳ (دوره ۱۶) | علیرضا زرین‌دست    | ملکه                             |
| ۱۳۹۳ (دوره ۱۶) | محمد آلادپوش      | حوض نقاشی                        |
| ۱۳۹۳ (دوره ۱۶) | هومن بهمنش        | پذیرایی ساده                     |
| ۱۳۹۳ (دوره ۱۶) | حسین جعفریان      | بوسیدن روی ماه                   |
| ۱۳۹۳ (دوره ۱۶) | محمود کلاری       | استرداد                          |
| ۱۳۹۴ (دوره ۱۷) | همایون پایور      | در دنیای تو ساعت چند است؟        |
| ۱۳۹۴ (دوره ۱۷) | علیرضا برازنده    | ارسال یک آگهی تسلیت برای روزنامه |
| ۱۳۹۴ (دوره ۱۷) | فرشاد محمدی       | نهنگ عنبر                        |
| ۱۳۹۵ (دوره ۱۸) | هومن بهمنش        | اژدها وارد می‌شود                 |
| ۱۳۹۵ (دوره ۱۸) | هومن بهمنش        | بهمن                             |
| ۱۳۹۵ (دوره ۱۸) | علیرضا زرین‌دست    | کفشهایم کو؟                      |
| ۱۳۹۵ (دوره ۱۸) | پیمان شادمان‌فر    | اعترافات ذهن خطرناک من           |
| ۱۳۹۵ (دوره ۱۸) | پیمان شادمان‌فر    | خشم و هیاهو                      |
| ۱۳۹۵ (دوره ۱۸) | مرتضی قیدی        | ناهید                            |
| ۱۳۹۶ (دوره ۱۹) | فرشاد محمدی       | رگ خواب                          |
| ۱۳۹۶ (دوره ۱۹) | حمید خضوعی ابیانه | دختر                             |
| ۱۳۹۶ (دوره ۱۹) | حسین جعفریان      | فروشنده                          |
| ۱۳۹۶ (دوره ۱۹) | هادی بهروز        | ماجرای نیمروز                    |
| ۱۳۹۶ (دوره ۱۹) | ساعد نیک‌ذات       | نفس                              |
| ۱۳۹۷ (دوره ۲۰) | مسعود سلامی       | خفه‌گی                            |
| ۱۳۹۷ (دوره ۲۰) | بهرام بدخشانی     | نگار                             |
| ۱۳۹۷ (دوره ۲۰) | داوود امیری       | دلم می‌خواد                       |
| ۱۳۹۷ (دوره ۲۰) | فرشاد محمدی       | قاتل اهلی                        |
| ۱۳۹۷ (دوره ۲۰) | پیمان شادمان‌فر    | بدون تاریخ، بدون امضاء           |
| ۱۳۹۸ (دوره ۲۱) | هومن بهمنش        | سرخ‌پوست                          |
| ۱۳۹۸ (دوره ۲۱) | حمید خضوعی ابیانه | تنگه ابوقریب                     |
| ۱۳۹۸ (دوره ۲۱) | علیرضا زرین‌دست    | سرو زیر آب                       |
| ۱۳۹۸ (دوره ۲۱) | حمید خضوعی ابیانه | غلامرضا تختی                     |
| ۱۳۹۸ (دوره ۲۱) | پیمان شادمان‌فر    | مغزهای کوچک زنگ‌زده               |